# Chris Shays
Christopher Hunter "Chris" Shays (ur. 18 października 1945) – amerykański polityk, członek Partii Republikańskiej. Od 1987 do 2009 zasiadał w Izbie Reprezentantów.